# SN 2007mf
SN 2007mf – supernowa typu Ia odkryta 8 października 2007 roku w galaktyce A015855-0101. Jej maksymalna jasność wynosiła 21,30m.